# Mareuil-sur-Lay-Dissais
Pour les articles homonymes, voir Lay et Mareuil.
Mareuil-sur-Lay-Dissais est une commune française située dans le département de la Vendée en région Pays de la Loire.

## Géographie
Le territoire municipal de Mareuil-sur-Lay-Dissais s’étend sur 2 570 hectares. L’altitude moyenne de la commune est de 31 mètres, avec des niveaux fluctuant entre 0 et 78 mètres,.
Mareuil-sur-Lay-Dissais se situe à la Plaine vendéenne, au sud du Bocage vendéen.

### Climat
Pour des articles plus généraux, voir Climat des Pays de la Loire et Climat de la Vendée.
En 2010, le climat de la commune est de type climat océanique franc, selon une étude du CNRS s'appuyant sur une série de données couvrant la période 1971-2000. En 2020, Météo-France publie une typologie des climats de la France métropolitaine dans laquelle la commune est exposée à un climat océanique et est dans la région climatique  Bretagne orientale et méridionale, Pays nantais, Vendée, caractérisée par une faible pluviométrie en été et une bonne insolation. 
Pour la période 1971-2000, la température annuelle moyenne est de 12,4 °C, avec une amplitude thermique annuelle de 13,9 °C. Le cumul annuel moyen de précipitations est de 780 mm, avec 12,9 jours de précipitations en janvier et 6,5 jours en juillet. Pour la période 1991-2020, la température moyenne annuelle observée sur la station météorologique de Météo-France la plus proche, « Sainte Gemme la Plaine_sapc », sur la commune de Sainte-Gemme-la-Plaine à 10 km à vol d'oiseau, est de 13,0 °C et le cumul annuel moyen de précipitations est de 809,1 mm,. Pour l'avenir, les paramètres climatiques de la commune estimés pour 2050 selon différents scénarios d'émission de gaz à effet de serre sont consultables sur un site dédié publié par Météo-France en novembre 2022.

## Urbanisme

### Typologie
Au 1er janvier 2024, Mareuil-sur-Lay-Dissais est catégorisée bourg rural, selon la nouvelle grille communale de densité à sept niveaux définie par l'Insee en 2022.
Elle appartient à l'unité urbaine de Mareuil-sur-Lay-Dissais, une unité urbaine monocommunale constituant une ville isolée,. Par ailleurs la commune fait partie de l'aire d'attraction de La Roche-sur-Yon, dont elle est une commune de la couronne,. Cette aire, qui regroupe 45 communes, est catégorisée dans les aires de 50 000 à moins de 200 000 habitants,.

### Occupation des sols
L'occupation des sols de la commune, telle qu'elle ressort de la base de données européenne d’occupation biophysique des sols Corine Land Cover (CLC), est marquée par l'importance des territoires agricoles (82,7 % en 2018), en diminution par rapport à 1990 (84,7 %). La répartition détaillée en 2018 est la suivante : 
terres arables (52,1 %), zones agricoles hétérogènes (25,3 %), zones urbanisées (9,7 %), forêts (6,8 %), prairies (5,4 %), mines, décharges et chantiers (0,8 %). L'évolution de l’occupation des sols de la commune et de ses infrastructures peut être observée sur les différentes représentations cartographiques du territoire : la carte de Cassini (XVIIIe siècle), la carte d'état-major (1820-1866) et les cartes ou photos aériennes de l'IGN pour la période actuelle (1950 à aujourd'hui).

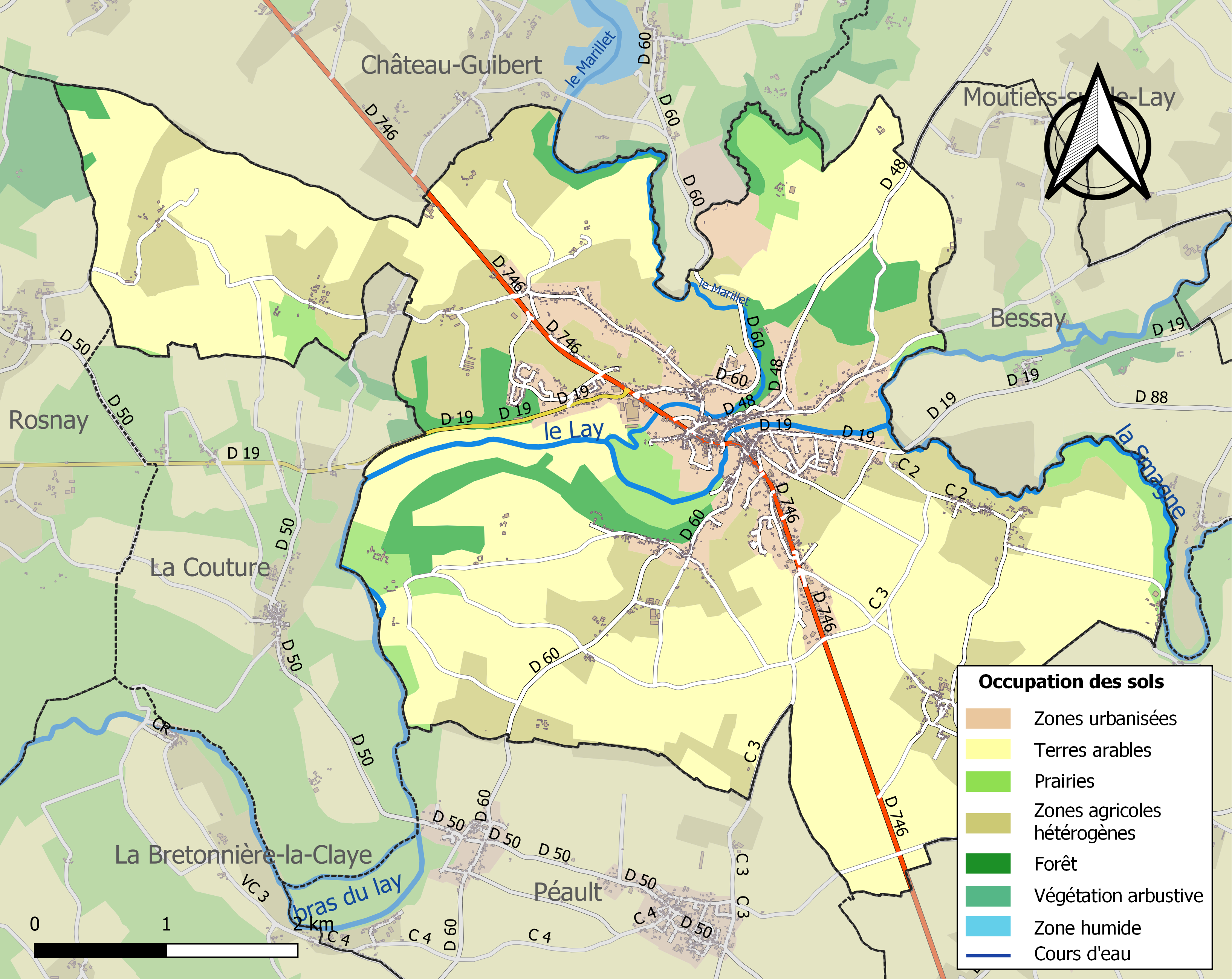
Carte des infrastructures et de l'occupation des sols de la commune en 2018 (CLC).

## Histoire
La commune est née en 1974 de la fusion des communes de Mareuil-sur-Lay et de Dissais. Mareuil avait déjà, en 1827, absorbé les communes de Beaulieu-sur-Mareuil et de Saint-André.

### Ancienne commune de Mareuil-sur-Lay
Se référer à l'article Mareuil-sur-Lay.

### Ancienne commune de Beaulieu-sur-Mareuil
La première mention de ce lieu remonte à l'an 1107, à travers son église nommée en latin ecclesiae de Bello loco. En 1533, le lieu est nommé, toujours en latin, Bellum Locum supra Marolium (Beaulieu "au-dessus de" Mareuil). De 1678 jusqu'à la Révolution, le bourg de Beaulieu a abrité la maison diocésaine ("le couvent") des pères lazaristes (officiellement la congrégation de la Mission) chargés notamment de l'évangélisation des plus modestes. La commune créée sur le territoire de cette paroisse en 1790 s'étendait sur la partie Sud-Ouest de l'actuelle commune de Mareuil-sur-Lay-Dissais, au sud du Lay, le bourg de Beaulieu se trouvant en limite de l'ancienne commune de Mareuil. Pendant la guerre de Vendée, au moins en avril-mai 1794, c'est à Beaulieu, probablement dans l'ancien couvent lazariste, que l'administration républicaine du district de la Roche-sur-Yon se réfugia,.  Après la Révolution, la paroisse n'a pas été rétablie. Au recensement de 1820, la commune comptait 242 habitants. Son dernier maire, Édouard de  Châteigner (maire de 1809 à 1827), avait combattu aux côtés de Charette durant les derniers mois de la guerre de Vendée (novembre 1795-mars 1796). La commune est supprimée et réunie à Mareuil-sur-Lay par ordonnance royale du 21 août 1827, en même temps que celle de Saint-André-sur-Mareuil.

### Ancienne commune de Saint-André-sur-Mareuil
La première mention de ce lieu remonte à l'an 1284 ; il est alors appelé en latin S. Andreas supra Marolium (Saint-André "au-dessus de" Mareuil). Au XVIIè-XVIIIè s. il est appelé Saint-André-de-Mareuil sur les registres paroissiaux, avant de prendre le nom de Saint-André-sur-Mareuil au XVIIIè siècle (Registre paroissial commencé en 1744), dénomination qui sera celle de la commune créée en 1790. Sous la Révolution, pendant une année (en l'an IV, soit 1795-1796), elle porte le nom d'André-le-Vigneron ; il est vrai que ses vins étaient parmi les plus réputés du pays de Mareuil.
Cette commune s'étendait sur l'actuel territoire de Mareuil-sur-Lay-Dissais situé au nord du Lay et à l'ouest du Marillet.
Au recensement de 1820, elle comptait 330 habitants. Le lieu le plus peuplé en était le Marchiou, un faubourg de Mareuil, le "bourg" de Saint-André ne comprenant alors qu'une grande demeure et deux exploitations agricoles. Après la Révolution, la paroisse n'est pas rétablie et l'église, ruinée par les troupes républicaines, est vendue ; il en reste aujourd'hui des murs au sein du domaine du château de Saint-André.
La commune de Saint-André-sur-Mareuil est supprimée et réunie à Mareuil-sur-Lay en 1827.

### Ancienne commune de Dissais
Dissais est probablement un toponyme formé sur le nom d'homme latin Dicaeus : il s'agissait donc, à la fin de l'Antiquité, du "domaine de Dicaeus". Les éléments les plus anciens de l'église Notre-Dame semblent dater du XIe-XIIe siècle, mais le lieu n'est cité pour la première fois que vers 1306 (Dissayo). Au XVIIIe siècle, la seigneurie de Dissais appartenait à la famille Sabourin (François Sabourin I en est cité comme seigneur à partir de 1693) ; il s'agissait de juges royaux résidant ordinairement à Fontenay-le-Comte mais plusieurs de ses membres furent inhumés dans l'église de Dissais. La commune créée sur le territoire de cette paroisse en 1790 couvrait la portion Sud-Est de l'actuelle commune de Mareuil-sur-Lay-Dissais. La paroisse ne fut pas relevée après la Révolution et l'église fut vendue en 1798. Les recensements montrent une population relativement stable : 234 habitants en 1820, 246 habitants en 1946. Elle est réunie à Mareuil-sur-Lay par arrêté préfectoral du 20 décembre 1973 pour former la commune de Mareuil-sur-Lay-Dissais.

## Emblèmes

### Héraldique
| Blason de Mareuil-sur-Lay-Dissais | Blason  | D'or, au chevron de gueules, accompagné de trois aiglettes d'azur, becquées et membrées de gueules. |
| Blason de Mareuil-sur-Lay-Dissais | Détails | |

### Devise
La devise de Mareuil-sur-Lay-Dissais : Sans sortir de l'ornière.

## Politique et administration

### Liste des maires
| Période      | Période      | Identité          | Étiquette    | Qualité |
| ------------ | ------------ | ----------------- | ------------ | --- |
| janvier 1974 | 23 mars 2001 | Gérard Priouzeau, | DVD puis UDF | Agriculteur retraité Conseiller régional des Pays de la Loire (1992 → 1998) Conseiller général de Mareuil-sur-Lay-Dissais (1970 → 2001) Vice-président du conseil général de la Vendée Président de la CC du Pays-Mareuillais (1997 → 2001) |
| 23 mars 2001 | 27 mai 2020  | Jean-Pierre Hocq  | DVD          | Vétérinaire retraité Conseiller général de Mareuil-sur-Lay-Dissais (2001 → 2015) Président de la CC du Pays-Mareuillais (2008 → 2014) 8e vice-président de Sud-Vendée-Littoral (2017 → 2020) Réélu en 2008 et 2014                          |
| 27 mai 2020  | En cours     | Vincent Jules     | SE-DVD       | Œnologue |

## Population et société

### Démographie

#### Évolution démographique
L'évolution du nombre d'habitants est connue à travers les recensements de la population effectués dans la commune depuis 1800. Pour les communes de moins de 10 000 habitants, une enquête de recensement portant sur toute la population est réalisée tous les cinq ans, les populations de référence des années intermédiaires étant quant à elles estimées par interpolation ou extrapolation. Pour la commune, le premier recensement exhaustif entrant dans le cadre du nouveau dispositif a été réalisé en 2004.

En 2022, la commune comptait 2 773 habitants, en évolution de −1,77 % par rapport à 2016 (Vendée : +5,33 %, France hors Mayotte : +2,11 %).
| 1800 | 1806 | 1821 | 1831  | 1836  | 1841  | 1846  | 1851  | 1856  |
| ---- | ---- | ---- | ----- | ----- | ----- | ----- | ----- | ----- |
| 457  | 447  | 665  | 1 289 | 1 497 | 1 609 | 1 705 | 1 665 | 1 729 |

| 1861  | 1866  | 1872  | 1876  | 1881  | 1886  | 1891  | 1896  | 1901  |
| ----- | ----- | ----- | ----- | ----- | ----- | ----- | ----- | ----- |
| 1 781 | 1 870 | 1 711 | 1 779 | 1 896 | 1 912 | 1 897 | 1 840 | 1 871 |

| 1906  | 1911  | 1921  | 1926  | 1931  | 1936  | 1946  | 1954  | 1962  |
| ----- | ----- | ----- | ----- | ----- | ----- | ----- | ----- | ----- |
| 1 835 | 1 758 | 1 633 | 1 599 | 1 488 | 1 452 | 1 347 | 1 420 | 1 547 |

| 1968  | 1975  | 1982  | 1990  | 1999  | 2004  | 2006  | 2009  | 2014  |
| ----- | ----- | ----- | ----- | ----- | ----- | ----- | ----- | ----- |
| 1 556 | 1 831 | 2 012 | 2 207 | 2 277 | 2 580 | 2 570 | 2 670 | 2 778 |

| 2019  | 2022  | - | - | - | - | - | - | - |
| ----- | ----- | - | - | - | - | - | - | - |
| 2 792 | 2 773 | - | - | - | - | - | - | - |

#### Pyramide des âges
La population de la commune est relativement âgée.
En 2018, le taux de personnes d'un âge inférieur à 30 ans s'élève à 30,5 %, soit en dessous de la moyenne départementale (31,6 %). À l'inverse, le taux de personnes d'âge supérieur à 60 ans est de 35,8 % la même année, alors qu'il est de 31,0 % au niveau départemental.
En 2018, la commune comptait 1 385 hommes pour 1 418 femmes, soit un taux de 50,59 % de femmes, légèrement inférieur au taux départemental (51,16 %).
Les pyramides des âges de la commune et du département s'établissent comme suit.
| Hommes | Classe d’âge | Femmes |
| ------ | ------------ | ------ |
| 0,6    | 90 ou +      | 2,9    |
| 9,8    | 75-89 ans    | 12,9   |
| 22,4   | 60-74 ans    | 22,8   |
| 18,4   | 45-59 ans    | 18,4   |
| 15,2   | 30-44 ans    | 15,5   |
| 15,0   | 15-29 ans    | 11,4   |
| 18,6   | 0-14 ans     | 16,1   |

| Hommes | Classe d’âge | Femmes |
| ------ | ------------ | ------ |
| 0,8    | 90 ou +      | 2,2    |
| 8,7    | 75-89 ans    | 11,1   |
| 20,3   | 60-74 ans    | 21,3   |
| 20     | 45-59 ans    | 19,4   |
| 17,5   | 30-44 ans    | 16,8   |
| 15     | 15-29 ans    | 13,2   |
| 17,7   | 0-14 ans     | 16,1   |

## Lieux et monuments
- Église Saint-Sauveur de Mareuil-sur-Lay  Classé MH (1877)
- Église Notre-Dame de Dissais, vestiges.  Inscrit MH (1932)
- Château de Saint-André
- Château de Beaulieu
- Logis du Lavert
- Château de Marbeuf
- Château de la Jonchère
- Château de la Folie
- Château du Bas-Bourg

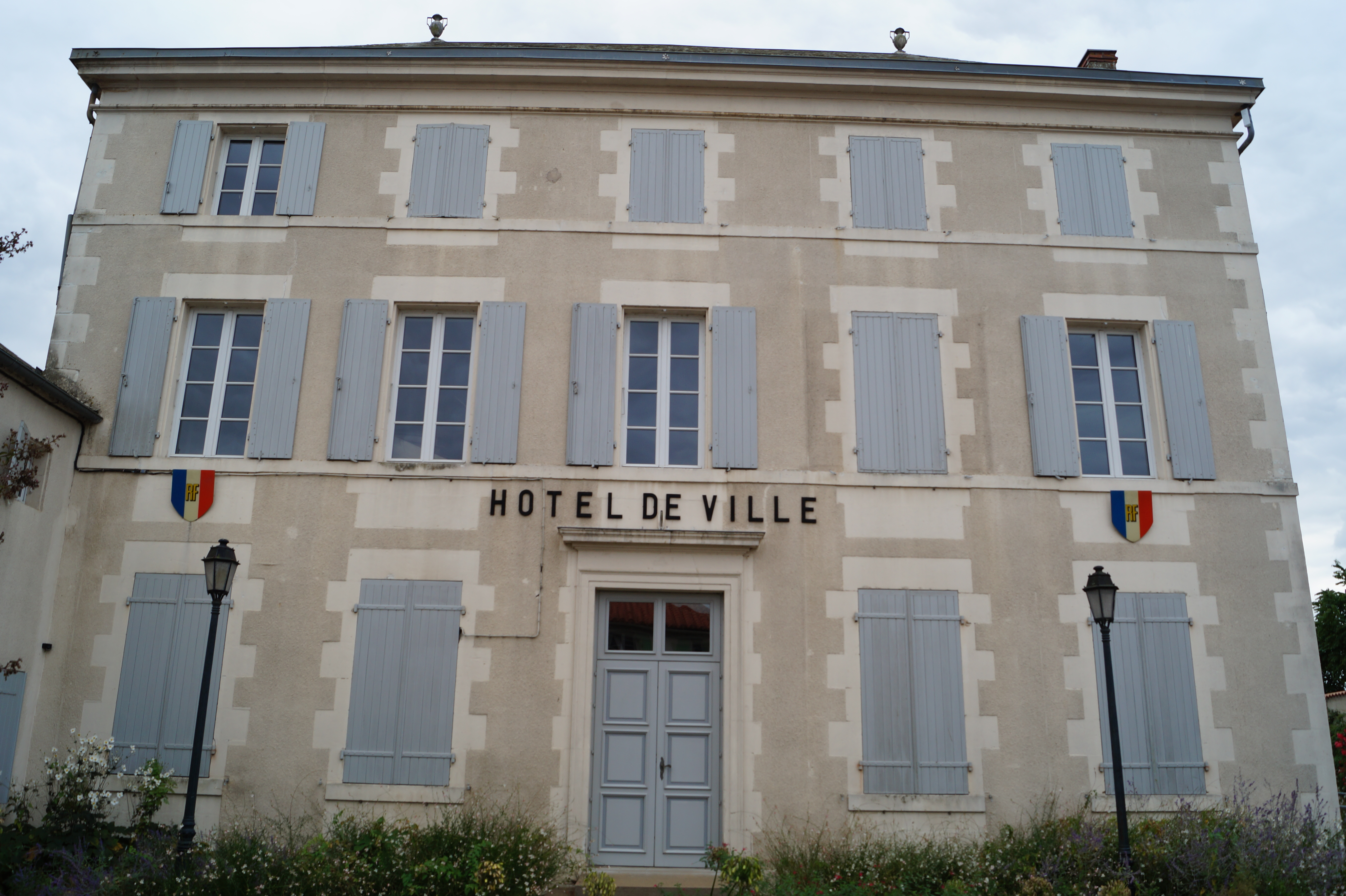
Mairie.
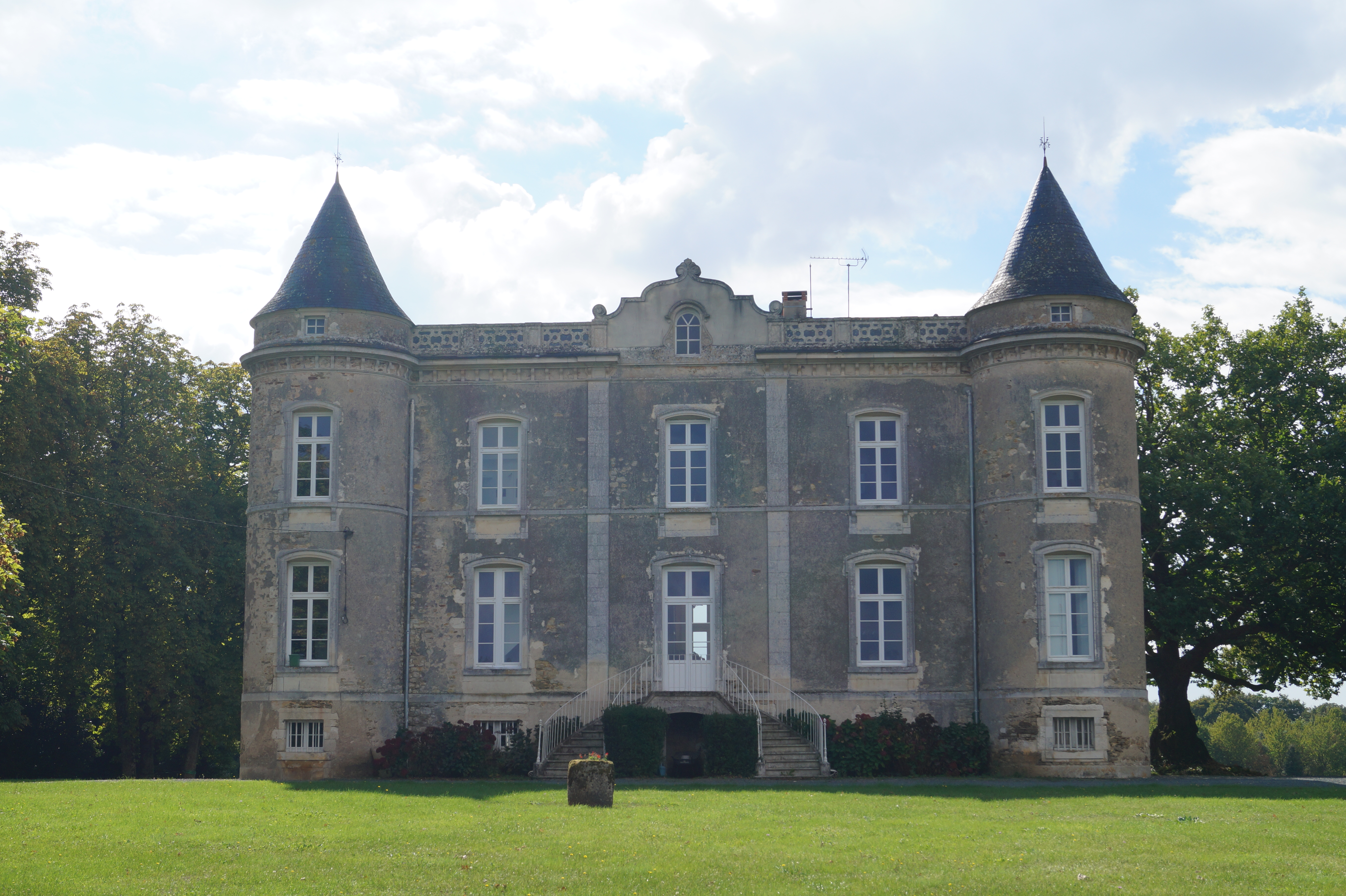
Château de Beaulieu.
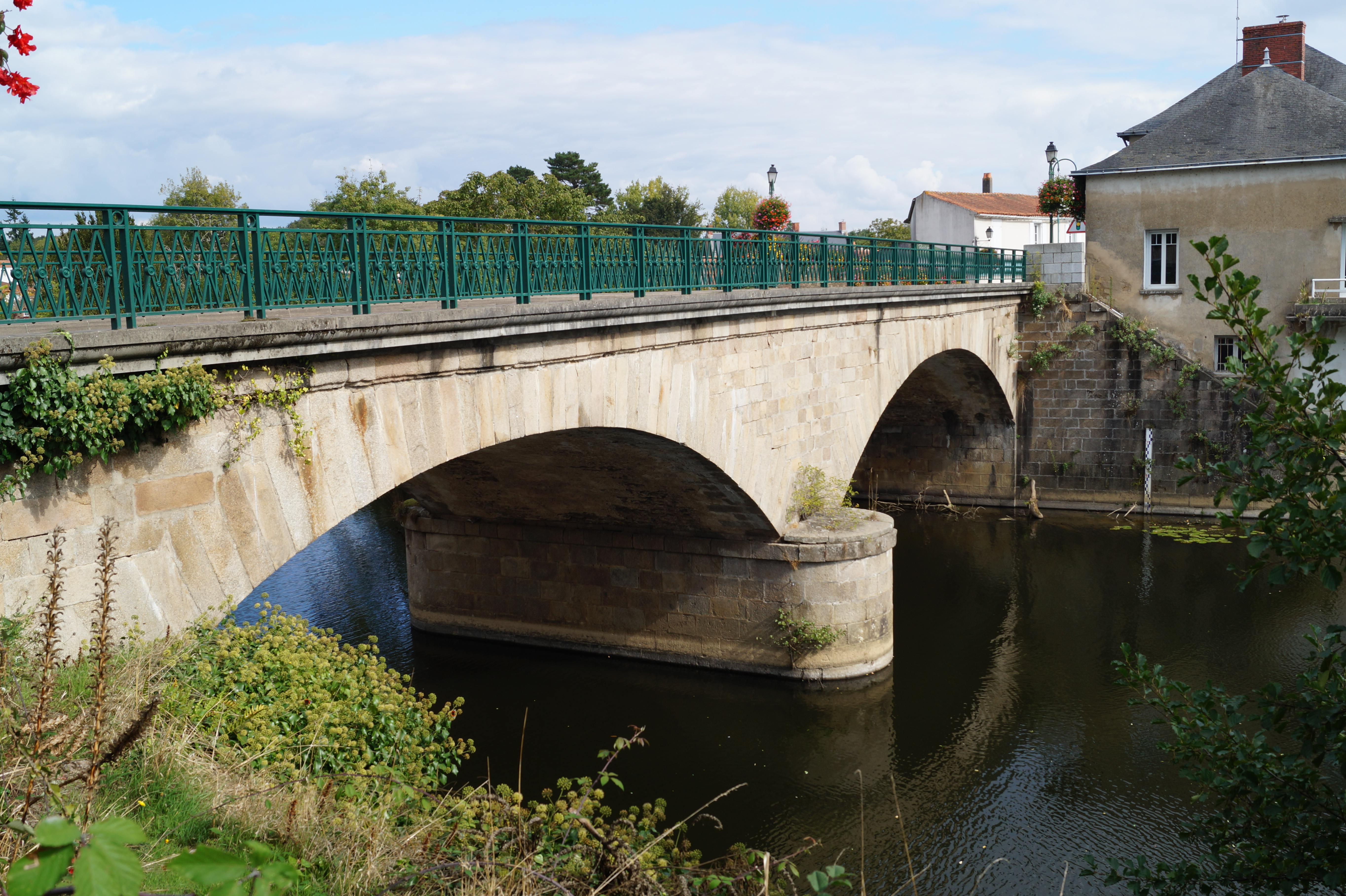
Pont Neuf.
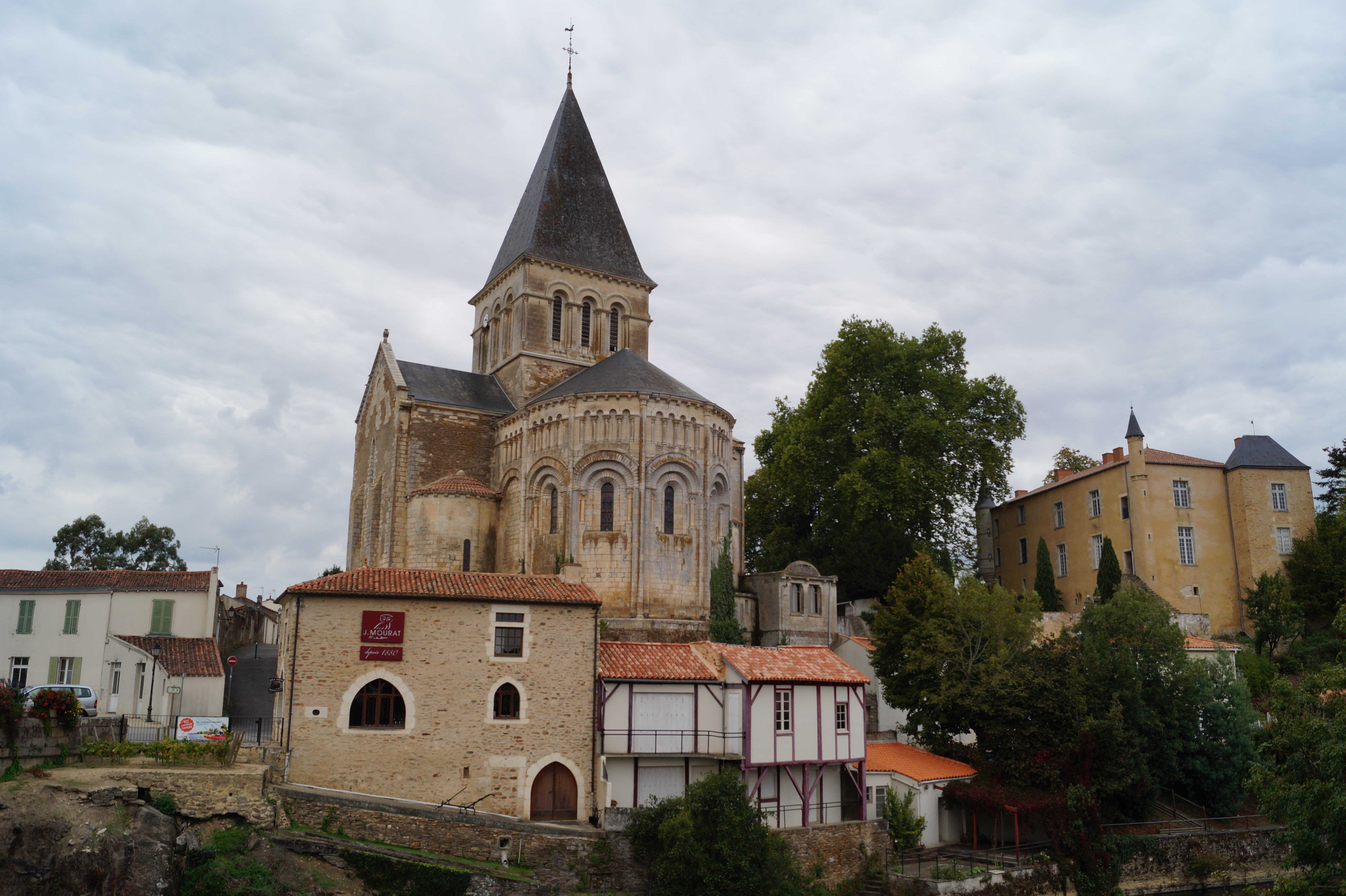
Église Saint-Sauveur.
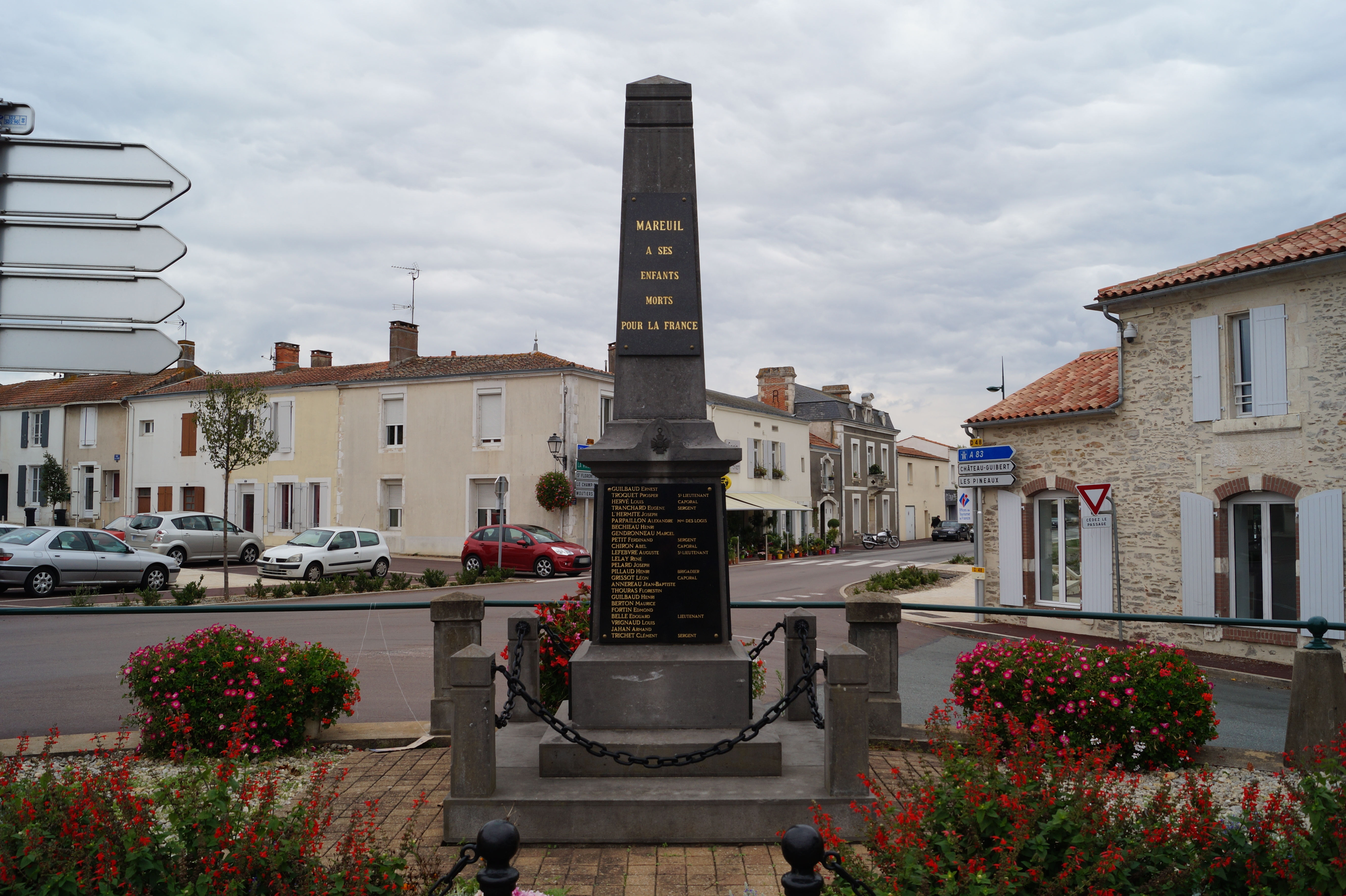
Monument aux morts.
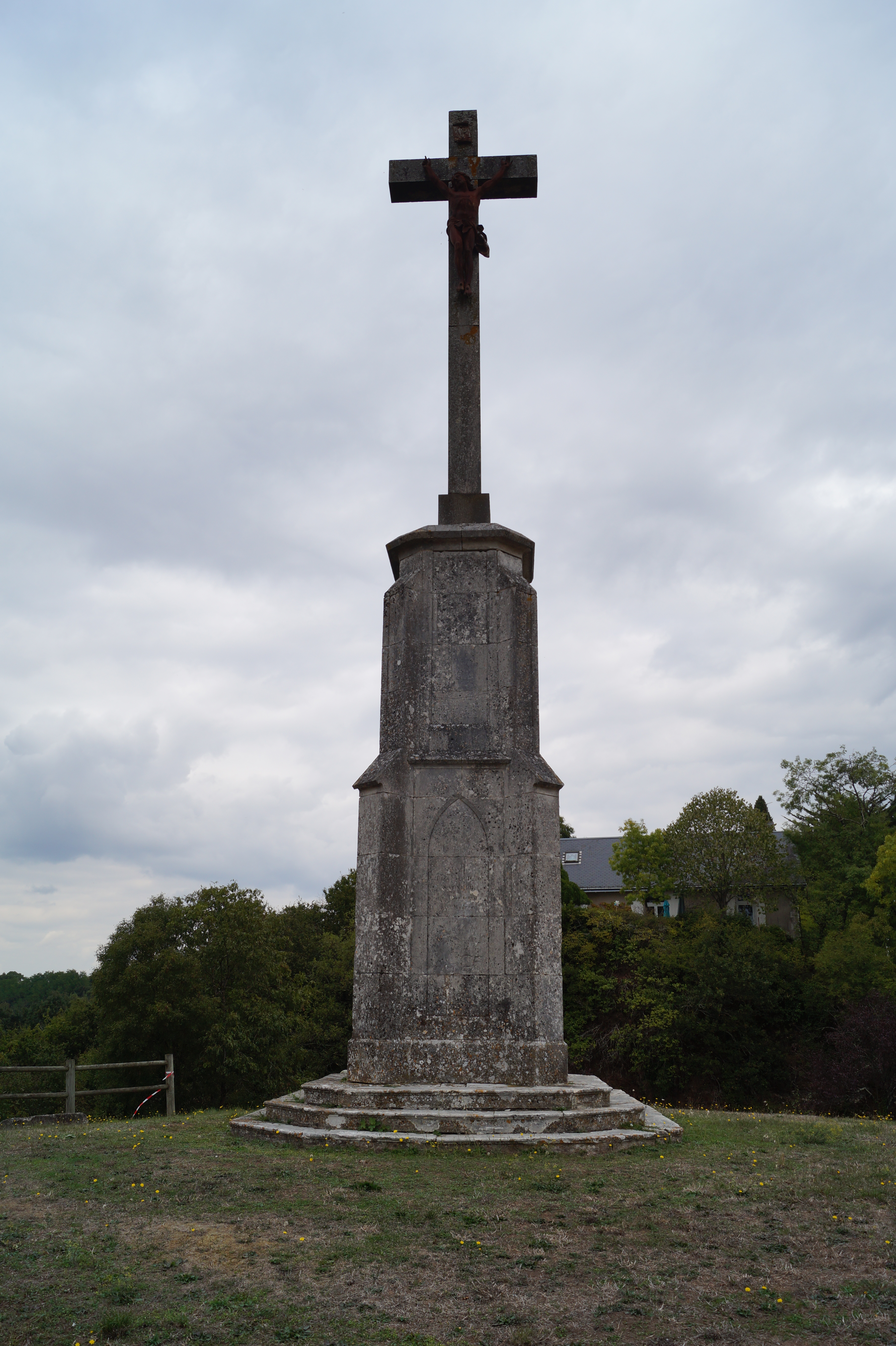
Grand-Calvaire.
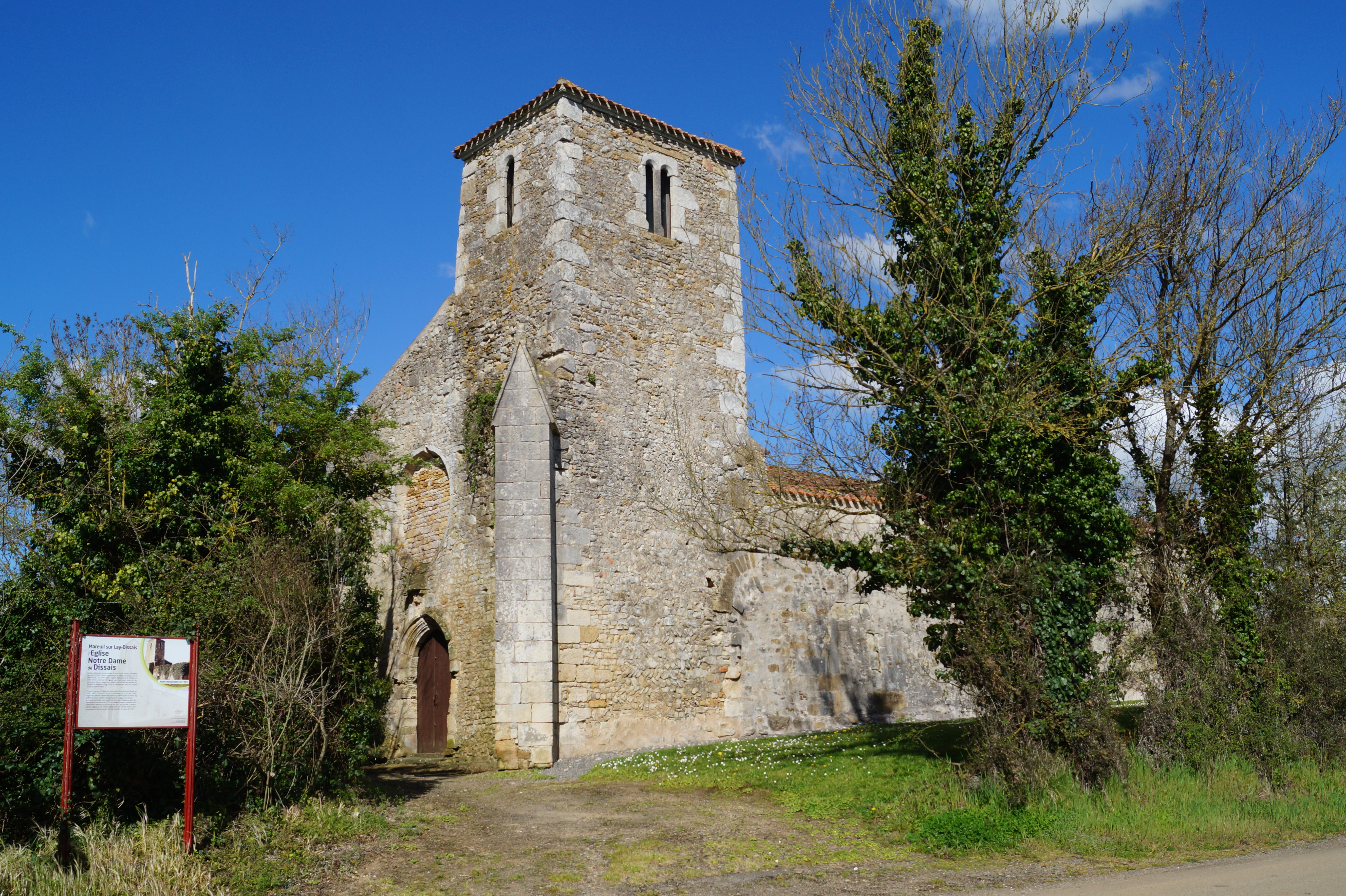
Église Saint-Hilaire.

## Personnalité liée à la commune
- Prosper Deshayes, (1833-1907), homme politique, maire de Luçon, député de la Vendée.
- Christophe de Margerie, né le 6 août 1951 de Colette Taittinger et Pierre-Alain Jacquin de Margerie, était dirigeant de Total du 21 mai 2010 jusqu'à son décès le 20 octobre 2014.

## Jumelages
- Vivier-au-Court (France), commune du département des Ardennes.